# Llista d'asteroides/76801–76900
| Nom     | Designació provisional | Data de descobriment | Lloc de descobriment | Descobridor/s               |
| ------- | ---------------------- | -------------------- | -------------------- | --------------------------- |
| 76801 - | 2000 PF24              | 2 d'agost, 2000      | Socorro              | LINEAR                      |
| 76802 - | 2000 PV27              | 9 d'agost, 2000      | Socorro              | LINEAR                      |
| 76803 - | 2000 PK30              | 5 d'agost, 2000      | Mauna Kea            | M. J. Holman                |
| 76804 - | 2000 QE                | 20 d'agost, 2000     | Anderson Mesa        | LONEOS                      |
| 76805 - | 2000 QY14              | 24 d'agost, 2000     | Socorro              | LINEAR                      |
| 76806 - | 2000 QS24              | 25 d'agost, 2000     | Socorro              | LINEAR                      |
| 76807 - | 2000 QT25              | 26 d'agost, 2000     | Socorro              | LINEAR                      |
| 76808 - | 2000 QW34              | 28 d'agost, 2000     | Socorro              | LINEAR                      |
| 76809 - | 2000 QQ46              | 24 d'agost, 2000     | Socorro              | LINEAR                      |
| 76810 - | 2000 QC50              | 24 d'agost, 2000     | Socorro              | LINEAR                      |
| 76811 - | 2000 QK57              | 26 d'agost, 2000     | Socorro              | LINEAR                      |
| 76812 - | 2000 QQ84              | 25 d'agost, 2000     | Socorro              | LINEAR                      |
| 76813 - | 2000 QC164             | 31 d'agost, 2000     | Socorro              | LINEAR                      |
| 76814 - | 2000 QL164             | 31 d'agost, 2000     | Socorro              | LINEAR                      |
| 76815 - | 2000 QE181             | 31 d'agost, 2000     | Socorro              | LINEAR                      |
| 76816 - | 2000 RL37              | 3 de setembre, 2000  | Socorro              | LINEAR                      |
| 76817 - | 2000 RX43              | 3 de setembre, 2000  | Socorro              | LINEAR                      |
| 76818 - | 2000 RG79              | 8 de setembre, 2000  | Socorro              | LINEAR                      |
| 76819 - | 2000 RQ91              | 3 de setembre, 2000  | Socorro              | LINEAR                      |
| 76820 - | 2000 RW105             | 4 de setembre, 2000  | Anderson Mesa        | LONEOS                      |
| 76821 - | 2000 SY8               | 21 de setembre, 2000 | Socorro              | LINEAR                      |
| 76822 - | 2000 SA51              | 23 de setembre, 2000 | Socorro              | LINEAR                      |
| 76823 - | 2000 SN60              | 24 de setembre, 2000 | Socorro              | LINEAR                      |
| 76824 - | 2000 SA89              | 25 de setembre, 2000 | Socorro              | LINEAR                      |
| 76825 - | 2000 SR125             | 24 de setembre, 2000 | Socorro              | LINEAR                      |
| 76826 - | 2000 SW131             | 22 de setembre, 2000 | Socorro              | LINEAR                      |
| 76827 - | 2000 SC158             | 27 de setembre, 2000 | Socorro              | LINEAR                      |
| 76828 - | 2000 SL161             | 28 de setembre, 2000 | Socorro              | LINEAR                      |
| 76829 - | 2000 ST166             | 23 de setembre, 2000 | Socorro              | LINEAR                      |
| 76830 - | 2000 SA182             | 19 de setembre, 2000 | Kvistaberg           | Uppsala-DLR Asteroid Survey |
| 76831 - | 2000 ST222             | 27 de setembre, 2000 | Socorro              | LINEAR                      |
| 76832 - | 2000 SM226             | 27 de setembre, 2000 | Socorro              | LINEAR                      |
| 76833 - | 2000 SQ232             | 28 de setembre, 2000 | Socorro              | LINEAR                      |
| 76834 - | 2000 SA244             | 24 de setembre, 2000 | Socorro              | LINEAR                      |
| 76835 - | 2000 SH255             | 24 de setembre, 2000 | Socorro              | LINEAR                      |
| 76836 - | 2000 SB310             | 26 de setembre, 2000 | Socorro              | LINEAR                      |
| 76837 - | 2000 SL316             | 30 de setembre, 2000 | Socorro              | LINEAR                      |
| 76838 - | 2000 ST347             | 22 de setembre, 2000 | Socorro              | LINEAR                      |
| 76839 - | 2000 SM354             | 29 de setembre, 2000 | Anderson Mesa        | LONEOS                      |
| 76840 - | 2000 TU3               | 1 d'octubre, 2000    | Socorro              | LINEAR                      |
| 76841 - | 2000 TC33              | 4 d'octubre, 2000    | Socorro              | LINEAR                      |
| 76842 - | 2000 TQ33              | 4 d'octubre, 2000    | Socorro              | LINEAR                      |
| 76843 - | 2000 TP41              | 1 d'octubre, 2000    | Socorro              | LINEAR                      |
| 76844 - | 2000 UC40              | 24 d'octubre, 2000   | Socorro              | LINEAR                      |
| 76845 - | 2000 VJ2               | 1 de novembre, 2000  | Socorro              | LINEAR                      |
| 76846 - | 2000 VK10              | 1 de novembre, 2000  | Socorro              | LINEAR                      |
| 76847 - | 2000 VX31              | 1 de novembre, 2000  | Socorro              | LINEAR                      |
| 76848 - | 2000 WO3               | 17 de novembre, 2000 | Socorro              | LINEAR                      |
| 76849 - | 2000 WL6               | 20 de novembre, 2000 | Farpoint             | Farpoint                    |
| 76850 - | 2000 WE13              | 21 de novembre, 2000 | Socorro              | LINEAR                      |
| 76851 - | 2000 WJ18              | 21 de novembre, 2000 | Socorro              | LINEAR                      |
| 76852 - | 2000 WD20              | 24 de novembre, 2000 | Kitt Peak            | Spacewatch                  |
| 76853 - | 2000 WE25              | 20 de novembre, 2000 | Socorro              | LINEAR                      |
| 76854 - | 2000 WX49              | 25 de novembre, 2000 | Socorro              | LINEAR                      |
| 76855 - | 2000 WD63              | 28 de novembre, 2000 | Fountain Hills       | C. W. Juels                 |
| 76856 - | 2000 WQ96              | 21 de novembre, 2000 | Socorro              | LINEAR                      |
| 76857 - | 2000 WE132             | 18 de novembre, 2000 | Socorro              | LINEAR                      |
| 76858 - | 2000 WK141             | 19 de novembre, 2000 | Socorro              | LINEAR                      |
| 76859 - | 2000 WV145             | 22 de novembre, 2000 | Haleakala            | NEAT                        |
| 76860 - | 2000 WK178             | 28 de novembre, 2000 | Kitt Peak            | Spacewatch                  |
| 76861 - | 2000 WX185             | 28 de novembre, 2000 | Anderson Mesa        | LONEOS                      |
| 76862 - | 2000 XK7               | 1 de desembre, 2000  | Socorro              | LINEAR                      |
| 76863 - | 2000 XD13              | 4 de desembre, 2000  | Socorro              | LINEAR                      |
| 76864 - | 2000 XR13              | 4 de desembre, 2000  | Socorro              | LINEAR                      |
| 76865 - | 2000 XW38              | 5 de desembre, 2000  | Socorro              | LINEAR                      |
| 76866 - | 2000 XK49              | 4 de desembre, 2000  | Socorro              | LINEAR                      |
| 76867 - | 2000 YM5               | 19 de desembre, 2000 | Haleakala            | NEAT                        |
| 76868 - | 2000 YC11              | 22 de desembre, 2000 | Socorro              | LINEAR                      |
| 76869 - | 2000 YB20              | 27 de desembre, 2000 | Desert Beaver        | W. K. Y. Yeung              |
| 76870 - | 2000 YP21              | 22 de desembre, 2000 | Anderson Mesa        | LONEOS                      |
| 76871 - | 2000 YZ28              | 29 de desembre, 2000 | Haleakala            | NEAT                        |
| 76872 - | 2000 YP30              | 29 de desembre, 2000 | Haleakala            | NEAT                        |
| 76873 - | 2000 YF32              | 30 de desembre, 2000 | Socorro              | LINEAR                      |
| 76874 - | 2000 YR32              | 30 de desembre, 2000 | Socorro              | LINEAR                      |
| 76875 - | 2000 YT32              | 30 de desembre, 2000 | Socorro              | LINEAR                      |
| 76876 - | 2000 YU32              | 30 de desembre, 2000 | Socorro              | LINEAR                      |
| 76877 - | 2000 YD36              | 30 de desembre, 2000 | Socorro              | LINEAR                      |
| 76878 - | 2000 YT44              | 30 de desembre, 2000 | Socorro              | LINEAR                      |
| 76879 - | 2000 YG47              | 30 de desembre, 2000 | Socorro              | LINEAR                      |
| 76880 - | 2000 YG51              | 30 de desembre, 2000 | Socorro              | LINEAR                      |
| 76881 - | 2000 YR51              | 30 de desembre, 2000 | Socorro              | LINEAR                      |
| 76882 - | 2000 YA54              | 30 de desembre, 2000 | Socorro              | LINEAR                      |
| 76883 - | 2000 YE54              | 30 de desembre, 2000 | Socorro              | LINEAR                      |
| 76884 - | 2000 YJ61              | 30 de desembre, 2000 | Socorro              | LINEAR                      |
| 76885 - | 2000 YB63              | 30 de desembre, 2000 | Socorro              | LINEAR                      |
| 76886 - | 2000 YL64              | 30 de desembre, 2000 | Socorro              | LINEAR                      |
| 76887 - | 2000 YM88              | 30 de desembre, 2000 | Socorro              | LINEAR                      |
| 76888 - | 2000 YW94              | 30 de desembre, 2000 | Socorro              | LINEAR                      |
| 76889 - | 2000 YK97              | 30 de desembre, 2000 | Socorro              | LINEAR                      |
| 76890 - | 2000 YT98              | 30 de desembre, 2000 | Socorro              | LINEAR                      |
| 76891 - | 2000 YM99              | 30 de desembre, 2000 | Socorro              | LINEAR                      |
| 76892 - | 2000 YP99              | 30 de desembre, 2000 | Socorro              | LINEAR                      |
| 76893 - | 2000 YQ99              | 30 de desembre, 2000 | Socorro              | LINEAR                      |
| 76894 - | 2000 YT99              | 30 de desembre, 2000 | Socorro              | LINEAR                      |
| 76895 - | 2000 YX103             | 28 de desembre, 2000 | Socorro              | LINEAR                      |
| 76896 - | 2000 YA105             | 28 de desembre, 2000 | Socorro              | LINEAR                      |
| 76897 - | 2000 YO105             | 28 de desembre, 2000 | Socorro              | LINEAR                      |
| 76898 - | 2000 YS105             | 28 de desembre, 2000 | Socorro              | LINEAR                      |
| 76899 - | 2000 YU105             | 28 de desembre, 2000 | Socorro              | LINEAR                      |
| 76900 - | 2000 YB107             | 30 de desembre, 2000 | Socorro              | LINEAR                      |